# Osmar Filho
Osmar Gomes dos Santos Filho (São Luís, 25 de novembro de 1986), é um político e advogado brasileiro, filiado ao PDT.
Em 2008, foi eleito vereador de São Luís, ficando como suplente em 2012, e tendo sido eleito novamente em 2016 e 2020.
Foi secretário municipal de Articulação Política (2013-2014) e posteriormente assumiu liderança do governo Edivaldo Holanda Júnior no Parlamento Municipal, ao assumir como suplente em 2014. 
Em 2019, foi eleito presidente da Câmara Municipal e reconduzido ao cargo em 2021.
Nas eleições de 2022, foi eleito deputado estadual pelo MA.
Em 2024, sua esposa Clara Gomes foi eleita vereadora.